# Club Brugge Koninklijke Voetbalvereniging
Il Club Brugge (ned. Club Brugge Koninklijke Voetbalvereniging, fr. Football Club Brugeois, abbreviato in Bruges) è una società calcistica belga con sede a Bruges, nelle Fiandre. Milita nella Pro League, la massima serie del campionato belga. 
Fondato nel 1891 come FC Brugeois, il club gioca allo stadio Jan Breydel, impianto da 29 062 posti che condivide con i rivali cittadini del Cercle Bruges, contro cui disputa il derby di Bruges. Il soprannome dei tifosi del Bruges in patria è "i contadini", per via del loro retaggio agricolo.
È la seconda squadra in Belgio per numero di titoli nazionali vinti, dopo l'Anderlecht, grande rivale del club nerazzurro. Nella sua storia il Bruges ha conquistato 19 campionati, 12 Coppe del Belgio e 18 Supercoppe del Belgio. A livello internazionale l'apice fu toccato nel 1978, quando i Blauw en Zwart raggiunsero la finale della Coppa dei Campioni. Nel 1975-1976 la squadra aveva inoltre raggiunto la finale della Coppa UEFA. In entrambe le partite il Bruges fu però sconfitto dagli inglesi del Liverpool.

## Storia

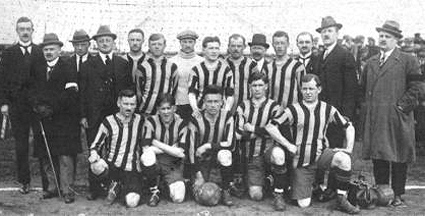
La squadra campione nel 1920

L'anno ufficiale di fondazione del Bruges, nato come FC Brugeois, è il 1891; il club prende parte alla prima edizione campionato belga nella stagione 1895-1896. Nel 1897 l'FC Brugeois si unisce al Brugsche FC, ma continua a usare il vecchio nome. Un'altra fusione avviene nel 1902, quando alla squadra si unisce anche il Vlaamsche FC.
L'FC Brugeois ottiene un primo risultato di rilievo nel campionato 1909-1910: al termine del torneo la squadra arriva a pari punti con l'Union Saint-Gilloise, ed è quindi necessario effettuare uno spareggio per decretare il vincitore del titolo; la partita viene però vinta dal club di Bruxelles. Le due squadre si affrontano nuovamente nel 1914, nella finale della coppa nazionale che i Blauw en Zwart raggiungono per la prima volta, ma sono ancora questi ultimi ad avere la peggio.
Il club conquista il primo titolo belga al termine del campionato 1919-1920, e successivamente retrocede una prima volta al termine del campionato 1927-1928. Riconquista subito la massima divisione, e trascorre gli anni trenta quasi interamente in Division I. Retrocede nuovamente nella stagione 1938-1939; questa volta il club rimane lontano dalla massima divisione per lungo tempo.
L'FC Brugeois torna infatti a giocare nel massimo campionato nella stagione 1959-1960, ed ha in Fernand Goyvaerts uno degli elementi di spicco. Successivamente arrivano altri giocatori quali Raoul Lambert, Erwin Vandendaele e Fons Bastijns, e nella seconda metà degli anni sessanta il club ottiene due secondi posto in campionato e la prima vittoria in Coppa del Belgio, datata 1968. Al gruppo si aggiunge anche Henk Houwaart, e nel 1970 la squadra conquista anche la sua seconda coppa. I Blauw en Zwart ottengono un primo risultato di rilievo in campo europeo nella Coppa delle Coppe 1970-1971, dove approdano ai quarti di finale e vengono qui eliminati dai futuri campioni del Chelsea. Nel 1972 la squadra cambia nome in Club Brugge; vengono inoltre ingaggiati Georges Leekens e Ruud Geels, e la squadra, allenata da Leo Canjels, torna a vincere il titolo dopo più di cinquant'anni; tuttavia nella prima esperienza in Coppa dei Campioni, a cui partecipa anche il nuovo acquisto Julien Cools, i belgi vengono eliminati negli ottavi di finale dagli svizzeri del Basilea.

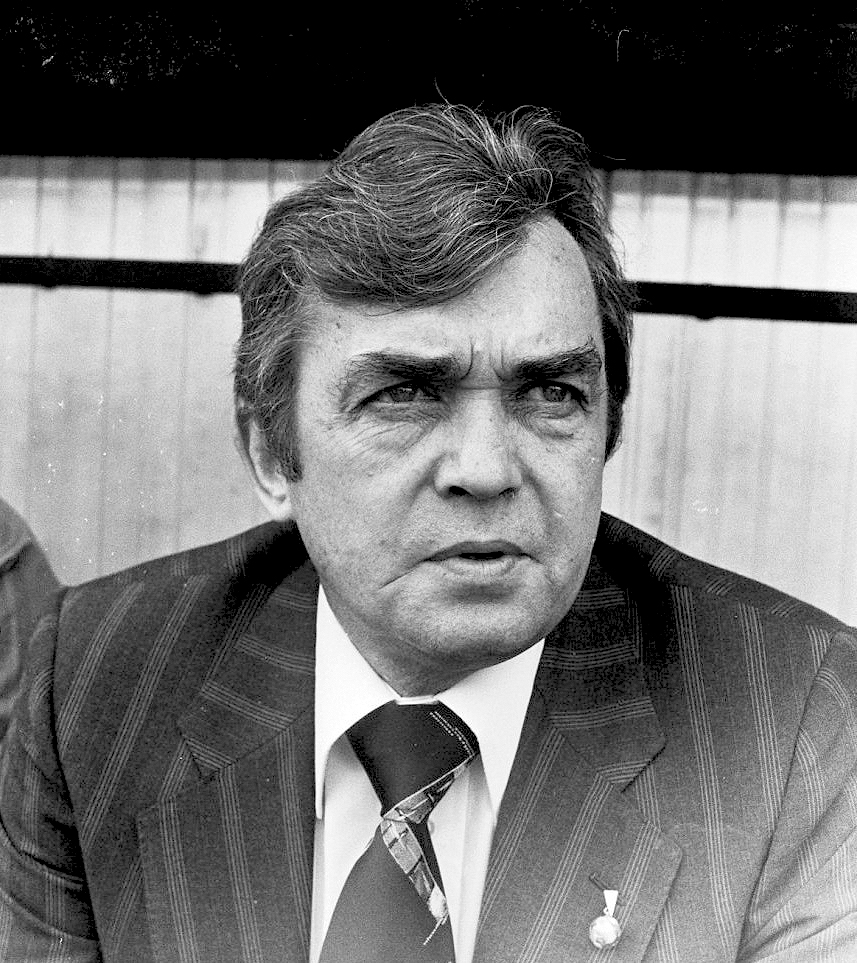
Ernst Happel nel 1978

### 1976-1978: il triennio ai vertici europei
Nel 1974 si aggiungono al gruppo Birger Jensen, René Vandereycken e non ultimo l'allenatore Ernst Happel, che già aveva ottenuto grandi risultati con il Feyenoord, e la squadra ottiene un quarto posto in campionato. Nella stagione 1975-1976, invece, i Blauw en Zwart vincono il terzo titolo nazionale; in campo internazionale ottengono un risultato prestigioso approdando alla finale della Coppa UEFA. In questa manifestazione i belgi eliminano tra gli altri la Roma negli ottavi ed il Milan nei quarti, mentre in finale incontrano il Liverpool: sono però gli inglesi a conquistare la coppa, vincendo 3-2 la partita di andata in casa, e pareggiando 1-1 il ritorno in Belgio. Nella stagione successiva il club partecipa alla Coppa dei Campioni 1976-1977, dove viene eliminato nei quarti dai futuri vicecampioni del Template:Calcio Borussia Mönchengladbach; in patria la squadra conquista sia il campionato che la coppa, realizzando così un double.
La stagione 1977-1978 è forse la migliore nella storia del club: il Bruges raggiunge infatti la finale nella Coppa dei Campioni. I belgi eliminano tra gli altri la Juventus in semifinale, e si apprestano a giocare la finale di Londra. Qui incontrano nuovamente il Liverpool, a cui basta un gol di Kenny Dalglish per aggiudicarsi la coppa. In patria la squadra conquista il terzo titolo consecutivo. Questo è l'ultimo titolo con Happel, che in questa stagione è seduto contemporaneamente anche sulla panchina della nazionale olandese, squadra che qualche mese dopo sarà vicecampione mondiale.
Il Bruges torna al successo in campionato nella stagione 1979-1980, un anno dopo l'ingresso in squadra di Jan Ceulemans; l'anno successivo i Blauw en Zwart vincono la prima edizione della Supercoppa del Belgio, tuttavia nella prima parte degli anni ottanta, nonostante l'ingaggio di giocatori come Marc Degryse e Franky Van Der Elst, non arrivano altri trofei. Per la stagione 1985-1986 viene tesserato il futuro Pallone d'oro Jean-Pierre Papin, e il Bruges può festeggiare la quarta coppa nazionale. L'anno successivo arriva il settimo titolo, e si registra nuovamente un buon risultato in campo europeo con il raggiungimento delle semifinali nella Coppa UEFA 1987-1988, dove il Bruges viene eliminato dall'Espanyol.

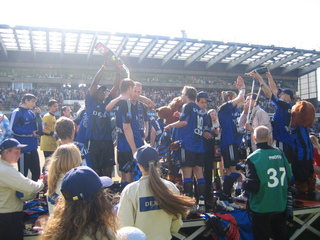
L'esultanza per la vittoria della Jupiler League nel 2005

La stagione 1989-1990 vede il Bruges conquistare l'ottavo campionato belga: il capocannoniere del campionato è Frank Farina, mentre in porta nei Blauw en Zwart c'è Dany Verlinden. Nella stagione successiva il Bruges viene eliminato negli ottavi di Coppa dei Campioni dal Milan, tuttavia in patria alla fine arrivano sia la Supercoppa che la Coppa, che è il biglietto d'ingresso per la Coppa delle Coppe 1991-1992: qui la compagine belga, con in squadra anche il nuovo acquisto Paul Okon, raggiunge nuovamente le semifinali in una competizione europea, ma fermato questa volta dal Werder Brema poi vincitore del trofeo; a fine stagione arriva il nono titolo.
Negli anni seguenti alcuni degli acquisti più importanti sono quelli di Gert Verheyen, Mario Stanić e Robert Špehar. Il Bruges vince il decimo titolo nazionale e la settima Coppa del Belgio nella stagione 1995-1996, con Stanić capocannoniere. Nel 1997-1998 arriva l'undicesimo titolo, seguito da quattro secondi posti in campionato. Nel frattempo il club ingaggia Timmy Simons.
I Blauw en Zwart tornano al successo in campionato nella stagione 2002-2003 e nel 2003-2004 accedono per la terza volta alla fase a gruppi della Champions League, dove incontrano nuovamente il Milan, che vince il girone. In quella stagione la squadra si aggiudica sia l'undicesima Supercoppa che la nona Coppa del Belgio. Il tredicesimo titolo arriva invece nella stagione 2004-2005, con la squadra che accede nuovamente ai gironi della successiva Champions League, dove incontra la Juventus, che vince il gruppo. Nel campionato 2005-2006 il Bruges vince la tredicesima Supercoppa del Belgio e si classifica nuovamente al terzo posto, mentre nella Coppa UEFA 2005-2006 è eliminato dalla Roma nei sedicesimi di finale. Nel 2006-2007 si piazza sesto in campionato, ma vince la sua decima Coppa del Belgio e così facendo si qualifica nuovamente per la Coppa UEFA.
Nella stagione 2007-2008 la squadra subisce un grave lutto: l'8 maggio 2008 muore in un incidente d'auto il giovane attaccante François Sterchele, con il club che ritira la maglia numero 23 appartenuta al calciatore. Il campionato si chiude al terzo posto, mentre in estate era stata persa la partita che assegnava la Supercoppa del Belgio contro l'Anderlecht.
Nella stagione 2008-2009 la squadra arriva terza in campionato, come l'anno dopo. Nel 2010-2011, con il capocannoniere del campionato, Ivan Perišić, giunge quarta, piazzamento confermato nel 2011-2012. Nella stagione 2012-2013 arriva terza e piazza in cima alla classifica dei cannonieri della Jupiler League il colombiano Carlos Bacca.
A metà della stagione 2013-2014 viene ingaggiato come allenatore Michel Preud'homme, che conduce i suoi al terzo posto finale. La stagione 2014-2015 porta in dote l'undicesima Coppa del Belgio e il raggiungimento dei quarti di finale di Europa League senza nessuna sconfitta, ma la squadra è eliminata dal Dnipro, che, dopo lo 0-0 ottenuto in trasferta in Belgio, al ritorno vince per 1-0 in casa in Ucraina.
Persa la gara estiva di Supercoppa, nel 2015-2016 il Bruges vince il suo quattordicesimo titolo nazionale ed è finalista della Coppa del Belgio, sfiorando dunque il double. L'anno dopo, l'ultimo sotto la guida di Preud'homme, la compagine di Bruges si aggiudica la Supercoppa del Belgio ed è seconda in campionato. Il quindicesimo titolo arriva nel 2017-2018, mentre nel 2018 arriva la vittoria della quindicesima Supercoppa del Belgio. Grazie al successo in campionato, il club viene inserito nel gruppo A della UEFA Champions League 2018-2019 assieme a Borussia Dortmund, Atlético Madrid e Monaco, gruppo che viene concluso dai belgi al terzo posto, davanti al Monaco, con 6 punti totalizzati (una vittoria per 4-0 proprio in casa dei francesi e 3 pareggi), qualificandosi così automaticamente per la fase ad eliminazione diretta della UEFA Europa League 2018-2019. Tuttavia, nei sedicesimi di finale di Europa League, dopo il 2-1 ottenuto in casa nell'andata, il club viene sconfitto per 4-0 nel ritorno sul campo degli austriaci del Salisburgo. Il secondo posto in campionato nell’annata seguente permette al club di prendere parte al terzo turno di qualificazione per la Champions League 2019-2020, eliminando dapprima la Dinamo Kiev e poi il LASK; la squadra viene, così, aggiunta nel girone A con Paris Saint-Germain, Real Madrid e Galatasaray. Il club belga conclude il girone al terzo posto con 3 punti, frutto di 3 pareggi (due contro i turchi ed uno prestigioso per 2-2 al Bernabeu nella quale il Bruges concluse il primo tempo in vantaggio di due reti grazie alla doppietta di Emmanuel Dennis), e di conseguenza entra nella fase ad eliminazione diretta di Europa League dove viene sorteggiato con il Manchester Utd. Il pareggio dell'andata in Belgio terminata 1-1 non basta per contrastare i Reds che, al ritorno, si impongono per 5-0 ed eliminano il Bruges dalla competizione. Nel 2020-2021, chiude la stagione regolare con 16 punti in più della seconda. Nei play-off finisce a pari punti con il Genk e solo per gli scontri diretti favorevoli riesci a vincere il titolo. In Champions League 2020-2021 arriva terza nel girone, a 8 punti e si qualifica per i sedicesimi di Europa League 2020-2021 ma viene estromessa dal torneo dalla Dinamo Kiev per 1-2. La squadra partecipa alla UEFA Champions League 2021-2022. Nonostante una buona partenza, con un pareggio 1-1 contro il PSG e una vittoria 2-1 contro il RB Lipsia, vengono eliminati ai gironi, mentre nella stagione regolare di Pro League finiscono secondi a -3 dall'Union SG, al ritorno in prima divisione dopo 48 anni. Nei play-off, battendo due volte lo stesso Union, vincono la Pro League per la terza volta consecutiva con una giornata d'anticipo.
Nella stagione 2022-2023 si qualifica agli ottavi di finale di Champions League con due turni d'anticipo, conquistando l'accesso alla fase a eliminazione diretta per la prima volta dal 1992-1993, ma agli ottavi verranno eliminati dai portoghesi del Benfica con un punteggio aggregato di 7-1.

## Colori e simboli

### Colori
I colori della maglia del Bruges sono il blu e il nero, che sono disposti in strisce verticali, mentre i pantaloncini e i calzettoni sono neri con bordo blu.

### Simboli ufficiali

#### Stemma
Il simbolo del Bruges è composto da un cerchio bianco sormontato da una corona, che contiene la scritta "CLUB BRUGGE KV". Dentro di esso, sempre in un cerchio, ci sono delle strisce diagonali nere e blu.

## Strutture

### Stadio

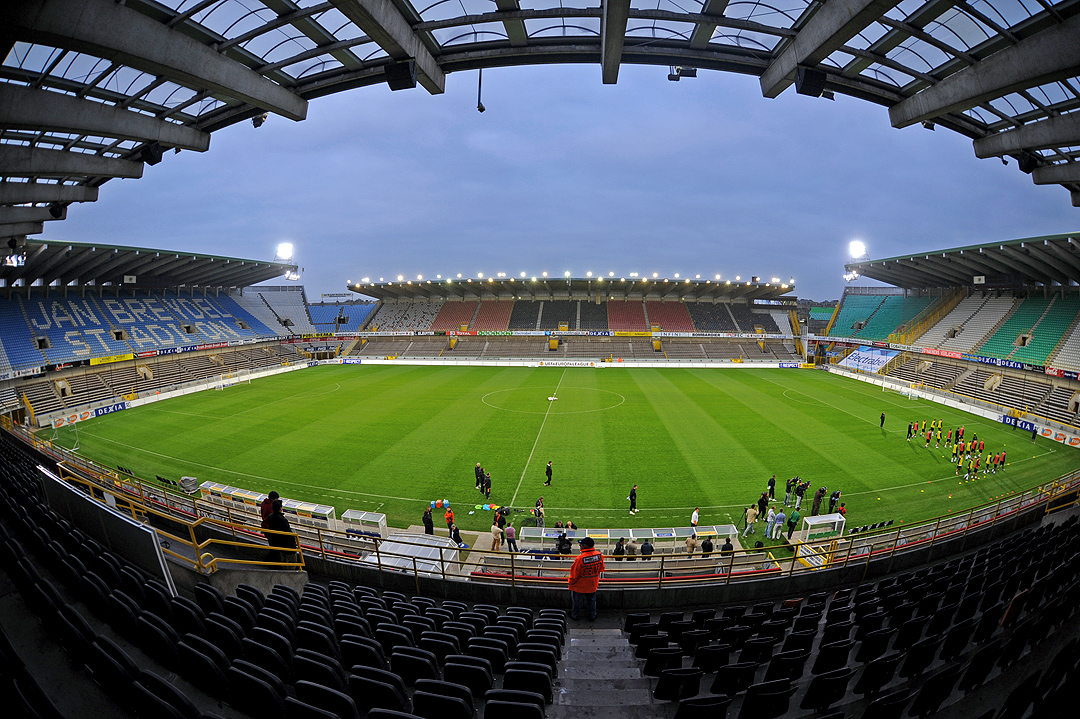
Veduta panoramica dello Stadio Jan Breydel.

Dal 1975 il club disputa le proprie gare interne nel Stadio Jan Breydel, che si trova a Bruges e che può ospitare 29.042 spettatori. L'impianto ha ospitato anche quattro gare del campionato d'Europa 2000, incluso un quarto di finale.
Nella sua storia il club ha giocato a lungo nello stadio Albert-Dyserynck, oggi non più esistente: aperto nel 1912 era soprannominato de Klokke.

## Allenatori e presidenti
Tutti gli allenatori a partire dal 1930:
- 1930-1933  Hector Goetinck
- 1933-1934  Gérard Delbeke
- 1934-1936  Arthur Volckaert
- 1936-1938  Karl Schrenk
- 1938-1939  Robert De Veen
- 1939-1945  Gérard Delbeke
- 1945-1950  Louis Versyp
- 1950-1951  William Kennedy
- 1951-1957  Félix Schavy
- 1956-1957  Urbain Braems
- 1957-1963  Norberto Höfling
- 1963-1964  Juan Schwanner (01 lug.-30 set.)
 Henri Dekens (1 ott.-30 giu.)
- 1964-1965  Henri Dekens (01 lug.-31 dic.)
 Ladislav Dupal (1 gen.-30 giu.)
- 1965-1967  Ladislav Dupal
- 1967-1968  Norberto Höfling
- 1968-1969  Milorad Pavić
- 1969-1971  Frans de Munck
- 1971-1973  Leo Canjels
- 1973-1974  Jacques De Wit
- 1974-1978  Ernst Happel
- 1978-1979  András Béres
- 1979-1980  Han Grijzenhout
- 1980-1981  Gilbert Gress
- 1981-1982  Spitz Kohn (01 lug.-31 ott.)
 Henrik Coppens (1 nov.-30 giu.)
- 1982-1984  Georg Keßler
- 1984-1989  Henk Houwaart
- 1989-1991  Georges Leekens
- 1991-1997  Hugo Broos
- 1997-1999  Eric Gerets
- 1999-2000  René Verheyen
- 2000-2005  Trond Sollied
- 2005-2006  Jan Ceulemans (1 lug.-3 apr.)
 Emilio Ferrera (4 apr.-30 giu.)
- 2006-2007  Emilio Ferrera (1 lug.-27 gen.)
 Čedomir Janevski (28 gen.-30 giu.)
- 2007-2009  Jacky Mathijssen
- 2009-2011  Adrie Koster
- 2011-2012  Adrie Koster (1 lug.-30 ott.)
 Rudi Verkempinck (31 ott.-8 nov.)
 Christoph Daum (9 nov.-30 giu.)
- 2012-2013  Georges Leekens (1 lug.-4 nov.)
 Philippe Clement (5 nov.-14 nov.)
 Juan Garrido (1 nov.-30 giu.)
- 2013-2014  Juan Garrido (1 lug.-18 set.)
 Michel Preud'homme (19 set.-30 giu.)
- 2014-2017  Michel Preud'homme
- 2017-2019  Ivan Leko
- 2019-2021  Philippe Clement
- 2021-2022  Philippe Clement (1 lug.-3 gen.)
 Alfred Schreuder (3 gen.-30 giu.)
- 2022-2023  Carl Hoefkens (1 lug.-28 dic.)
 Scott Parker (31 dic.-8 mar.)
 Rik De Mil (9 mar.-30 giu.)
- 2023-2024  Ronny Deila (1 lug. -18 mar.)
 Nicky Hayen (18 mar.-)
- 2024-2025  Nicky Hayen

## Calciatori

### Vincitori di titoli
Calciatori campioni olimpici di calcio
- Félix Balyu (Anversa 1920)

Calciatori campioni d'Asia
- Mathew Ryan (Australia 2015)

Calciatore belga dell'anno
- Fernand Boone (1967)
- Erwin Vandendaele (1971)
- Julien Cools (1977)
- Jan Ceulemans (1980, 1985, 1986)
- Franky Van Der Elst (1990, 1996)
- Paul Okon (1995)
- Timmy Simons (2002)
- José Izquierdo (2016)
- Ruud Vormer (2017)
- Hans Vanaken (2018, 2019)

Capocannonieri del campionato belga
- Robert De Veen (1905, 1906)
- Raoul Lambert (1972)
- Frank Farina (1990)
- Mario Stanić (1996)
- Robert Špehar (1997)
- Ivan Perišić (2011)
- Carlos Bacca (2013)

Capocannonieri della Coppa UEFA/UEFA Europa League
- Kenneth Brylle (1988)

## Palmarès

### Competizioni nazionali
- Campionato belga: 19

1919-1920, 1972-1973, 1975-1976, 1976-1977, 1977-1978, 1979-1980, 1987-1988, 1989-1990, 1991-1992, 1995-1996, 1997-1998, 2002-2003, 2004-2005, 2015-2016, 2017-2018, 2019-2020, 2020-2021, 2021-2022, 2023-2024
- Coppa del Belgio: 12  (record)

1967-1968, 1969-1970, 1976-1977, 1985-1986, 1990-1991, 1994-1995, 1995-1996, 2001-2002, 2003-2004, 2006-2007, 2014-2015, 2024-2025
- Supercoppa del Belgio: 18  (record)

1980, 1986, 1988, 1990, 1991, 1992, 1994, 1996, 1998, 2002, 2003, 2004, 2005, 2016, 2018, 2021, 2022, 2025

## Statistiche e record

### Partecipazione ai campionati e ai tornei internazionali

#### Campionati nazionali
Dalla sua fondazione alla stagione 2024-2025 compresa il club ha ottenuto le seguenti partecipazioni ai campionati nazionali:
| Livello | Categoria            | Partecipazioni | Debutto   | Ultima stagione | Totale |
| ------- | -------------------- | -------------- | --------- | --------------- | ------ |
| 1º      | Coupe de Championnat | 1              | 1895-1896 | 1895-1896       | 103    |
| 1º      | Division 1           | 50             | 1898-1899 | 2007-2008       | 103    |
| 1º      | Division d'Honneur   | 35             | 1900-1901 | 1950-1951       | 103    |
| 1º      | Pro League           | 17             | 2008-2009 | 2024-2025       | 103    |
| 2º      | Division 1           | 10             | 1928-1929 | 1951-1952       | 17     |
| 2º      | Division 2           | 7              | 1952-1953 | 1958-1959       | 17     |

#### Tornei internazionali
Pur non avendo mai vinto alcun trofeo internazionale, il club è arrivato per due volte in finale di una manifestazione continentale quando in panchina c'era Ernst Happel: nel 1978 ha giocato a Wembley contro il Liverpool in Coppa dei Campioni perdendo per 1-0, mentre due anni prima aveva affrontato sempre gli inglesi nella finale di Coppa UEFA, venendo sconfitto per 3-2 in trasferta e pareggiando 1-1 il ritorno in casa. Buono anche il raggiungimento delle semifinali sia nella Coppa delle Coppe 1991-1992 (sconfitta contro il Werder Brema poi campione) che nella Coppa UEFA 1987-1988 (sconfitta con l'Espanyol). Sempre in semifinale, più di recente, si interrompe la cavalcata in Conference League 2023-2024 con l'eliminazione ad opera della Fiorentina.
Alla stagione 2024-2025 il club ha ottenuto le seguenti partecipazioni ai tornei internazionali:
| Categoria                                | Partecipazioni | Debutto   | Ultima stagione |
| ---------------------------------------- | -------------- | --------- | --------------- |
| Coppa dei Campioni/UEFA Champions League | 24             | 1973-1974 | 2024-2025       |
| Coppa delle Coppe                        | 6              | 1968-1969 | 1995-1996       |
| Coppa UEFA/UEFA Europa League            | 32             | 1971-1972 | 2020-2021       |
| UEFA Europa Conference League            | 1              | 2023-2024 | 2023-2024       |
| Coppa delle Fiere                        | 2              | 1967-1968 | 1969-1970       |

### Statistiche individuali
Il giocatore con più presenze nelle competizioni europee è Gert Verheyen a quota 86, che con 22 gol segnati è anche il miglior marcatore.

### Statistiche di squadra
A livello internazionale la miglior vittoria è per 8-0, ottenuta contro il Floriana nel primo turno della Coppa dei Campioni 1973-1974, mentre la peggior sconfitta è il 6-1 subito contro il Monaco nel secondo turno della Coppa dei Campioni 1988-1989.
| Record di presenze - 612 Franky Van Der Elst (1984-1999) | Record di reti - 270 Raoul Lambert (1962-1980) |

## Organico

### Rosa 2025-2026
Aggiornata al 27 luglio 2025.
| N. |                        | Ruolo | Calciatore              |
| -- | ---------------------- | ----- | ----------------------- |
| 2  | Argentina (bandiera)   | D     | Zaid Romero             |
| 4  | Ecuador (bandiera)     | D     | Joel Ordóñez            |
| 7  | Germania (bandiera)    | A     | Nicolò Tresoldi         |
| 8  | Grecia (bandiera)      | A     | Chrīstos Tzolīs         |
| 10 | Norvegia (bandiera)    | C     | Hugo Vetlesen           |
| 14 | Paesi Bassi (bandiera) | D     | Bjorn Meijer            |
| 15 | Nigeria (bandiera)     | C     | Raphael Onyedika        |
| 16 | Paesi Bassi (bandiera) | P     | Daniel van den Heuvel   |
| 25 | Serbia (bandiera)      | C     | Aleksandar Stanković    |
| 17 | Belgio (bandiera)      | A     | Romeo Vermant           |
| 19 | Svezia (bandiera)      | A     | Gustaf Nilsson          |
| 20 | Belgio (bandiera)      | C     | Hans Vanaken (capitano) |
| 21 | Polonia (bandiera)     | A     | Michał Skóraś           |

| N. |                           | Ruolo | Calciatore              |
| -- | ------------------------- | ----- | ----------------------- |
| 22 | Belgio (bandiera)         | P     | Simon Mignolet          |
| 9  | Portogallo (bandiera)     | A     | Carlos Forbs            |
| 28 | Belgio (bandiera)         | D     | Dedryck Boyata          |
| 29 | Belgio (bandiera)         | P     | Nordin Jackers          |
| 30 | Svizzera (bandiera)       | C     | Ardon Jashari           |
| 41 | Belgio (bandiera)         | D     | Hugo Siquet             |
| 44 | Belgio (bandiera)         | D     | Brandon Mechele         |
| 58 | Belgio (bandiera)         | D     | Jorne Spileers          |
| 64 | Belgio (bandiera)         | D     | Kyriani Sabbe           |
| 65 | Belgio (bandiera)         | D     | Joaquin Seys            |
| 66 | Costa d'Avorio (bandiera) | D     | Bi Abdoul Kaber Yameogo |
| 84 | Sudafrica (bandiera)      | A     | Shandre Campbell        |
| 6  | Paesi Bassi (bandiera)    | C     | Ludovit Reis            |